# Pseudoplumarella echidna
Pseudoplumarella echidna är en korallart som beskrevs av Bayer 1981. Pseudoplumarella echidna ingår i släktet Pseudoplumarella och familjen Primnoidae. Inga underarter finns listade i Catalogue of Life.